# Петрово (Штимље)
Петрово (алб. Petrovë) је насеље у општини Штимље, Косово и Метохија, Република Србија.
Овде се налазе Рушевине средњовековне цркве у селу Петрово.

## Становништво
| Демографија | Демографија | Демографија |
| Година      | Становника  | Становника  |
| ----------- | ----------- | ----------- |